# فابیان کاوتر
فابیان کاوتر (آلمانی: Fabian Kauter؛ زادهٔ ۲۲ سپتامبر ۱۹۸۵) شمشیرباز اهل سوئیس است.